# Исла-де-Майпо
Исла-де-Майпо (исп. Isla de Maipo) — город в Чили. Административный центр одноимённой коммуны. Население города — 12 295 человек (2002). Город и коммуна входит в состав провинции Талаганте и Столичной области.
Территория — 189 км². Численность населения — 36 219 жителя (2017). Плотность населения — 191,6 чел./км².

## Расположение
Город расположен в 40 км на юго-запад от столицы Чили города Сантьяго.
Коммуна граничит:
- на севере — с коммунами Эль-Монте и Талаганте
- на востоке — с коммуной Сан-Бернардо
- на юго-востоке — с коммуной Буин
- на юге — с коммуной Пайне
- на западе — с коммуной Мелипилья

## Демография
Согласно сведениям, собранным в ходе переписи 2017 г. Национальным институтом статистики (INE),  население коммуны составляет:
| Полное население                          | Полное население                          | Полное население                          | Полное население                          | Полное население                          | 36 219 |
| ----------------------------------------- | ----------------------------------------- | ----------------------------------------- | ----------------------------------------- | ----------------------------------------- | ------ |
| в том числе:                              | Городское население                       | 26 941                                    | Процент городского населения, %           | 74,38                                     |        |
|                                           | Сельское население                        | 9 278                                     | Процент сельского населения, %            | 25,62                                     |        |
|                                           | Мужское население                         | 18 051                                    | Процент мужского населения, %             | 49,84                                     |        |
|                                           | Женское население                         | 18 168                                    | Процент женского населения, %             | 50,16                                     |        |
| Плотность населения, чел./км²             | Плотность населения, чел./км²             | Плотность населения, чел./км²             | Плотность населения, чел./км²             | Плотность населения, чел./км²             | 191,6  |
| Население коммуны в % к населению области | Население коммуны в % к населению области | Население коммуны в % к населению области | Население коммуны в % к населению области | Население коммуны в % к населению области | 0,51   |

| Динамика изменения населения коммуны | Динамика изменения населения коммуны | Динамика изменения населения коммуны | Динамика изменения населения коммуны |
| ------------------------------------ | ------------------------------------ | ------------------------------------ | ------------------------------------ |
| 1992                                 | 2002                                 | 2012                                 | 2017                                 |
| 20 344                               | 25 798▲                              | 33 723▲                              | 36 219▲                              |

## Важнейшие населенные пункты[4]
| №  | Населённый пункт         | Населённый пункт (исп.) | Категория | Население чел. (2002) | На карте                        |
| -- | ------------------------ | ----------------------- | --------- | --------------------- | ------------------------------- |
| 1  | Исла-де-Майпо            | Isla de Maipo           | город     | 12 295                | 33°45′03″ ю. ш. 70°54′08″ з. д. |
| 2  | Ла-Ислита                | La Islita               | город     | 6570                  | 33°44′29″ ю. ш. 70°51′55″ з. д. |
| 3  | Сан-Антонио-де-Нальтагуа | San Antonio de Naltagua | поселок   | 790                   | 33°44′02″ ю. ш. 71°01′25″ з. д. |
| 4  | Вилья-Лас-Мерседес       | Villa Las Mercedes      | поселок   | 779                   | 33°47′04″ ю. ш. 70°53′22″ з. д. |
| 5  | Сан-Висенте-де-Нальтагуа | San Vicente de Naltagua | поселок   | 463                   | 33°43′45″ ю. ш. 70°59′18″ з. д. |
| 6  | Пунтилья-де-Лонкен       | Puntilla de Lonquén     | поселок   | 438                   | 33°45′13″ ю. ш. 70°49′35″ з. д. |
| 7  | Эль-Монте-Лас-Мерседес   | El Monte Las Mercedes   | поселок   | 301                   | 33°47′47″ ю. ш. 70°53′03″ з. д. |
| 8  | Вильита-Арриба-Норте     | Villita Arriba Norte    | поселок   | 128                   | 33°46′11″ ю. ш. 70°53′00″ з. д. |
| 9  | Лонкен (часть)           | Lonquén                 | поселок   | 125                   | 33°42′47″ ю. ш. 70°51′07″ з. д. |
| 10 | Эль-Кастильо             | El Castillo             | поселок   | 114                   | 33°42′15″ ю. ш. 70°53′20″ з. д. |
| 11 | Льяверия                 | Llavería                | поселок   | 101                   | 33°43′58″ ю. ш. 70°57′39″ з. д. |